# Chunee

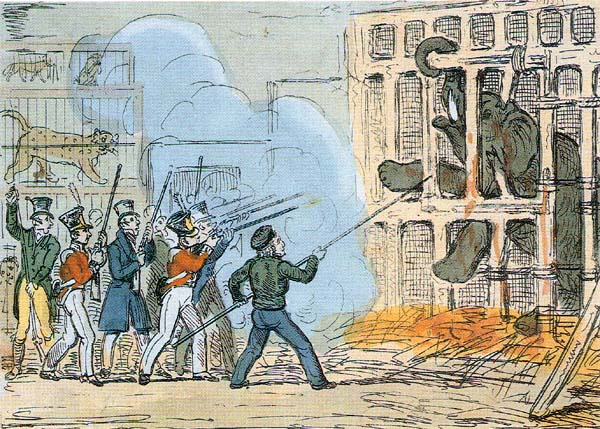
Chunees Erschießung

Chunee (* um 1808 in Indien; † 23. Februar 1826 in London) war ein männlicher indischer Elefant, der zunächst auf der Bühne auftrat und später zu einer Zooattraktion wurde. Er wurde in seinem Käfig erschossen, als er nicht mehr zu kontrollieren war.

## Herkunft
Chunee wuchs vermutlich in Indien in Gefangenschaft auf und wurde 1810 von Captain Hay gekauft und von Bombay nach England verschifft. Damals war das Tier etwa zwei oder drei Jahre alt. Hay verkaufte den Elefanten unmittelbar nach der Ankunft an Astley’s Circus. Dieser Zirkus lieh den Elefanten für 900 Guineen an das Covent Garden Theatre aus, wo er in dem Stück Harlequin and Columbine auftreten sollte.

## Chunee im Theater
Henry Harris, der Manager des Theaters, folgte mit dem Engagement eines Elefanten einem Trend der Zeit, dressierte Tiere auf der Bühne erscheinen zu lassen. Auf Chunees Rücken sollte der Sultan von Kaschmir auf die Bühne reiten und dann, nachdem der Elefant niedergekniet war, absteigen. Doch bei seinem ersten Auftritt im Jahr 1811 wurde Chunee durch die Geräusche aus dem Publikum in Panik versetzt, sprang wieder auf, ehe der Schauspieler und der indische Elefantentreiber, der auf seinem Genick saß, absteigen konnten, und stürmte von der Bühne. Bei dem Zwischenfall wurde zwar niemand ernsthaft verletzt, aber die Presse reagierte mit Hohn und Spott auf Henry Harris’ Experiment. Dieser ließ sich aber nicht entmutigen, und schließlich gewöhnte sich Chunee daran, den Applaus und die Pfiffe der Zuschauer auszuhalten. Allerdings blieb er auf der Bühne stets nervös, was sich in lautstarken Flatulenzen bemerkbar machte. Das Publikum war darüber nicht unbedingt erfreut, amüsierte sich jedoch andererseits, wenn der Elefant seinen Treiber, der ihn mit einem eisernen Haken plagte, mit dem Rüssel schlug oder von seinem Genick fegte. Nach vierzig Auftritten war Chunees Bühnenkarriere beendet. Astley's Circus besaß genügend andere Elefanten und verzichtete darauf, Chunee bei sich auftreten zu lassen. 1812 ging der Elefant in den Besitz von Edward Cross und Stephen Polito über, die im Exeter Change House einen Indoor-Zoo betrieben.

## Die Exeter-Change-Menagerie

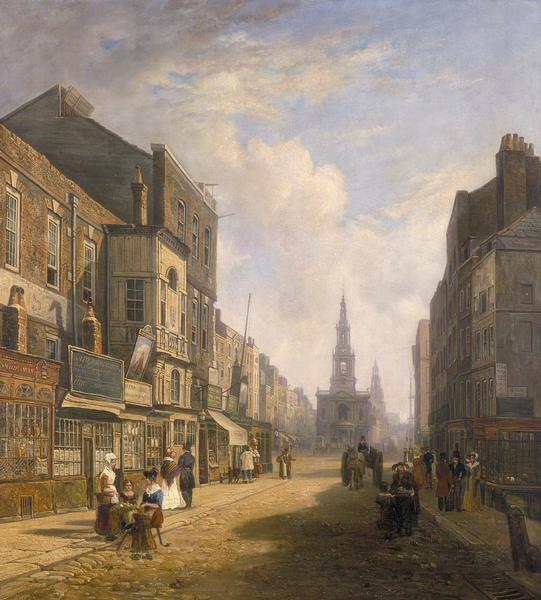
The Strand um 1824

1793 hatte Gilbert Pidcock, der zunächst eine Wandermenagerie betrieben hatte, in einem vierstöckigen Bauwerk an der Londoner Straße The Strand einen Zoo eingerichtet. Das Gebäude, Exeter Change, war nach seinem Vorgänger an dieser Stelle, dem Exeter House, benannt, das teilweise die Baumaterialien geliefert hatte. Vermutlich hatte Pidcock das Gebäude zunächst nur als Winterquartier für seine Tiere und Schausteller erworben und dann festgestellt, dass die Nutzung als Zoo lukrativer war. Im Erdgeschoss waren Läden untergebracht, in den drei oberen Stockwerken befanden sich die Tierkäfige. Pidcock begann seinen Zoobetrieb mit einem Nashorn, einem Zebra, einem Känguru, einem Luchs und diversen Vögeln und vergrößerte nach und nach seine Bestände.
Wie das Nashorn und 1812 auch der Elefant Chunee in den ersten Stock gelangten, ist unbekannt. Die tragende Konstruktion unter Chunees Käfig wurde stabilisiert, um das Gewicht des Tieres aushalten zu können, der Rest des Gebäudes jedoch nicht.
Pidcock starb 1810. 1814 übernahm Edward Cross Stephen Politos Anteil an dem Zoo und wurde alleiniger Inhaber. Obwohl die Vorstellung, in einem vierstöckigen Innenstadthaus einen kompletten Zoo unterzubringen, befremdlich klingt, stand die Exeter-Change-Menagerie bei Wissenschaftlern in einem gewissen Ansehen. Es gelangen mehrere Tiger- und Löwennachzuchten, viele Tiere überlebten die Haltung in dem Gebäude über Jahrzehnte. Cross stand mit Naturwissenschaftlern wie Sir Everard Home, der alle interessanten verstorbenen Tiere zur Untersuchung und Weiterverarbeitung erhielt, Sir Astley Paston Cooper und Joshua Brookes in Korrespondenz und Künstler wie Sir Edwin Landseer und Jacques-Laurent Agasse nutzten die Tiere der Menagerie als Modelle. Beim Publikum erfreuten sich besonders der zahme Löwe Nero und Chunee großer Beliebtheit.

## Chunee in der Exeter-Change-Menagerie
Die Menagerie stand dem Publikum von neun Uhr morgens bis neun Uhr abends offen; um 20 Uhr fand die allgemeine Fütterung statt. Chunee, der seinen Käfig im ersten Stock hatte, läutete diese Publikumsattraktion mit einer großen Glocke ein. Sein Pfleger Alfred Copps hatte ihm noch weitere Tricks beigebracht, die etwa Lord Byron, der die Menagerie am 14. November 1813 besuchte, zu sehen bekam. Er notierte in seinem Tagebuch, dass das Tier ihm eine in den Käfig geworfene Münze zurückreichte und seinen Hut abnahm und ihn ihm wieder aufsetzte, und scherzte, dass er diesen Elefanten gern als Butler einstellen würde. Auch andere Prominente besuchten den Elefanten gern in der Menagerie, darunter Schauspieler wie Charles Mayne Young, der ihn schon von der Bühne kannte, und Edward Kean. Auch der Dichter Thomas Hood ging in Exeter Change ein und aus.
Everard Home interessierte sich natürlich auch für den Elefanten. 1823 untersuchte er im Exeter Change die Wirkung von Musik auf die Tiere. Während Chunee den Klängen von Klavier und Horn interessiert lauschte, musste bei dem Löwen Nero der Versuch abgebrochen werden, weil das Tier zu toben begann.
Chunee gedieh in der Menagerie gut. 1820 musste ein neuer Käfig für ihn gebaut werden, weil sich seine Größe seit seinem Einzug mehr als verdoppelt hatte – Cross pries ihn in seinem neuen Katalog der Menagerie von 1820 als den größten Elefanten Europas an. Das Tier wog zu diesem Zeitpunkt über fünf Tonnen. Im selben Katalog wurde auch behauptet, Chunee sei ausgesprochen sanft und gelehrig. Dies entsprach jedoch nicht ganz der Wahrheit. Im Laufe der Jahre kam es immer wieder zu ernsthaften Zwischenfällen.
Schon 1815 hatte Chunee seinen Wärter Copps, der ihn bis zu diesem Zeitpunkt völlig unter Kontrolle zu haben schien, plötzlich angegriffen und in eine Ecke seines Käfigs gedrängt. Der Mann wurde zum Glück nicht von den Stoßzähnen des Elefanten durchbohrt, sank aber bewusstlos zu Boden und wurde von Chunee mit dem Rüssel bearbeitet, bis Edward Cross den Elefanten ablenken konnte. Copps' regloser Körper konnte zwischen den Gitterstäben herausgezogen werden. Copps verließ nach diesem Zwischenfall die Menagerie. Er arbeitete später in der Tower-Menagerie.
Seine Stelle als Elefantenpfleger in Exeter Change nahm George Dyer ein, der offenbar keinerlei Erfahrung mit Elefanten mitbrachte. Schnell wurde Chunees Verhalten unkalkulierbar. Cross gab Dyer einen älteren, erfahrenen Tierpfleger zur Unterstützung an die Seite: John Taylor, ein ehemaliger Zirkusartist, dessen rechter Arm von einem Löwen abgerissen und gefressen worden war, konnte Dyers Fehler einigermaßen korrigieren und den Elefanten wieder zu einem ruhigeren Verhalten anleiten. Als nach der Schlacht von Waterloo Freikarten an Soldaten und Polizisten verteilt wurden und einer dieser Gäste den Elefanten reizte, wäre er fast von Chunee in den Käfig gezerrt worden. Taylor konnte dies im letzten Moment verhindern.
Eines Nachts kehrte George Dyer, als Teufel kostümiert, von einem Maskenball zurück und wollte den Käfig des Elefanten durchqueren, um sein eigenes Quartier, das unmittelbar dahinter lag, zu erreichen. Chunee, der seinen Pfleger wohl nicht erkannte, zertrümmerte ihm durch einen Schlag mit dem Rüssel die Nase, wurde dafür brutal bestraft und griff in der Folgezeit Dyer immer wieder an. Dieser beklagte sich bei Edward Cross. Cross allerdings hörte sich auch die Darlegungen John Taylors an, kündigte Dyer und beförderte Taylor zum leitenden Elefantenpfleger. Sein Assistent wurde ein junger Deutscher namens Johann Tietjen. Taylors Glück hielt jedoch nicht lang an. Er zerstritt sich mit den anderen Angestellten, erhielt schließlich die Kündigung und wurde durch einen Mann namens Richard Carter, Cardwell oder Cartmell ersetzt, der zuvor kurze Zeit in der Tower-Menagerie gearbeitet hatte. Carter behandelte das Tier ausgesprochen brutal, ohne sich deswegen die Missgunst Edward Cross’ zuzuziehen.
Besondere Probleme mit Chunee gab es während der jährlichen Musth. Carter und Cross versuchten diese schwierige Phase zu überbrücken, indem sie Chunee mit gewaltigen Mengen an Abführmitteln traktierten, was wenig sachgemäß und erfolgreich war. Die Pfleger hatten längst die Anweisung, nur noch zu zweit und mit einem langen Spieß bewaffnet den Elefantenkäfig zu betreten.

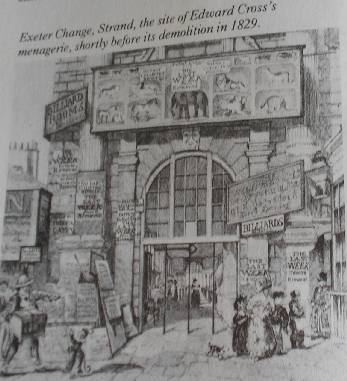
Exeter Change kurz vor dem Abriss

Am 1. November 1825 kam es zu einem weiteren schwerwiegenden Zwischenfall. Carter und Tietjen betraten den Käfig. Tietjen wollte offenbar beweisen, dass Chunee nach wie vor leicht zu bändigen war, und wies Carter an, den Spieß niederzulegen, was dieser auch tat. Chunee ergriff den Spieß mit dem Rüssel und spielte damit, legte ihn jedoch auf Tietjens Weisung hin wieder weg. In diesem Augenblick kam Cross am Käfig vorbei und rief Tietjen einen Scherz zu, gleichzeitig wies der Pfleger, der den Elefanten gerade reinigte, das Tier an, sich umzudrehen. Chunee folgte diesem Befehl offenbar überstürzt; einer seiner Stoßzähne bohrte sich durch Tietjens Brustkorb. Während Carter entsetzt aus dem Käfig floh, eilte Cross herbei und zog den Pfleger heraus. Chunee hinderte ihn nicht daran: Er hatte auch nicht versucht, Tietjens Körper zu zertrampeln, sondern stand offenbar erschrocken über den Vorfall in einer Ecke seines Käfigs.
Für Tietjen kam jede Hilfe zu spät, und so wurde Chunee, den Sitten der Zeit folgend, gerichtlich angeklagt, weil sein Pfleger zu Tode gekommen war. Das Vorkommnis wurde jedoch als Unfall eingestuft und endete mit einer symbolischen Geldstrafe für Chunee.
Nach wie vor war Chunee ein Publikumsliebling. Königin Victoria sah ihn als Kind ebenso wie Charles Dickens oder Robert Browning. Thomas Hood ließ ihn in einem lustigen Gedicht vorschlagen, doch zusammen mit dem Schauspieler Charles Mathews aufzutreten, der mit seinen Auftritten im English Opera House ganz in der Nähe der Menagerie eine gewisse Konkurrenz darstellte. Doch Edward Cross hatte seit Tietjens Tod keine Freude mehr an seinem Elefanten: Er befürchtete weitere Unglücksfälle und wollte Chunee loswerden, ehe noch ein Unglück geschah. Dennoch kam es zu keinem Vertragsabschluss, als ein Amerikaner ihm 500 Pfund für das Tier bot. Vermutlich scheiterten die Verhandlungen an der Schwierigkeit, den Elefanten aus dem ersten Stock auf die Straße zu befördern und einen Kapitän zu finden, der bereit war, das schwere, unberechenbare Tier über den Atlantik zu transportieren. Eine Katastrophe, wie sie wenige Jahre vorher mit Garniers Elefanten stattgefunden hatte, wollte Cross vermeiden.

## Chunees Ende
Am 20. Februar 1826, einem Sonntag, begann Chunee gegen die Wände seines Käfigs zu rennen und diesen langsam aber sicher zu demolieren. Um den Elefanten zu beruhigen oder jedenfalls zu ermüden, griff man wieder zu Abführmitteln, was diesmal aber keinerlei Wirkung mehr zeigte. Dann versuchte man es mit Ale, was den Elefanten tatsächlich kurzfristig beruhigte. Doch am Mittwoch darauf fing er wieder an zu toben, und der stabile Käfig begann nachzugeben. Aus Angst, dass nicht nur Chunee, sondern auch etliche Löwen, Tiger, Schlangen und Krokodile freikommen würden, falls Chunee seinen Käfig verließe und durch den Boden bräche, beschlossen Cross und Carter – gegen den Widerstand von Cross’ Ehefrau –, den Elefanten zu vergiften.
Cross kaufte mit einigen Schwierigkeiten alle verfügbaren starken Gifte in einer Apotheke auf. Aber Chunee rührte weder Heu, das mit ätzendem Sublimat versetzt war, an noch nahm er Arsen in einem Haferbrei zu sich. Auch eine vergiftete Semmel wies er zurück und verweigerte ab diesem Versuch überhaupt die Nahrungsaufnahme. Wenig später setzte er die Zerstörungsversuche an seinem Käfig fort.
Cross ließ nun die Menagerie evakuieren und den Käfig verstärken und suchte zunächst Hilfe bei der Polizeistation Paddington. Die alarmierten Polizisten, darunter der mit Cross verwandte Mr. Herring, fanden Exeter Change von einer Menge von Schaulustigen umringt und die Tiere in Aufruhr vor. Der Versuch der drei Polizisten, Chunee zu erschießen, schlug fehl – das Tier griff sie an und schlug mit dem Rüssel nach ihnen.
Cross holte unterdessen seinen alten Freund Joshua Brookes aus einer Vorlesung, der den Polizisten zeigen sollte, an welchen Stellen der Elefant verwundbar war, und alarmierte eine Gruppe von Soldaten. Es handelte sich um unerfahrene Rekruten, die nicht einmal in der Lage waren, ihre Gewehre richtig zu laden, sondern dazu die Hilfe der Polizisten brauchten. Auch hatten sie nur wenige Patronen und die meisten verfehlten ihr Ziel. Herring ließ weitere Waffen und Munition kommen, mit denen schließlich 14 Mann auf den Elefanten schossen. Es dauerte lange, bis Chunee in die Knie brach. Als Herring jedoch Anstalten machte, in den zersplitterten Käfig zu klettern, sprang der Elefant wieder auf und schleuderte ihn in die Menge. Also wurde Chunee weiter beschossen und mit Harpunen und Spießen angegriffen. Der Erfolg blieb aber aus. In Erinnerung an die Tötung der Garnierschen Elefanten machte sich Cross auf, um eine Kanone zu beschaffen. Unterdessen befahl Carter dem Elefanten, niederzuknien, wie er dies bei den Vorführungen auch immer getan hatte. Tatsächlich befolgte Chunee den Befehl. Nun konnte Carter ein Bajonett in Chunees Flanke bohren und Herring gelang ein Schuss aus nächster Nähe in das Ohr des Elefanten. Chunee wurde durch zahlreiche weitere Stiche und Schüsse aus nächster Nähe abgeschlachtet, ehe Edward Cross mit der Kanone zurückkehrte.

## Zerlegung
Die Angestellten überredeten Cross, die Neugierigen hereinzulassen und den toten Elefanten, der in seinem Blut im zertrümmerten Käfig lag, zur Besichtigung freizugeben. Die Menagerie blieb an diesem Tag bis nach Mitternacht geöffnet. Auch an den folgenden Tagen herrschte großer Zudrang. Humphry Davy, der Präsident der Royal Society of London, besichtigte den Kadaver ebenso wie der Bischof von London und der „Gesetzgeber“ Lord Stowell. Von vielen Menschen wurde der Tod des Elefanten beklagt, andere dachten eher an den Profit: Bald erschienen Rezepte für Elefantensteaks und ähnliche Gerichte im Mirror, und Joshua Brookes verkaufte teure Eintrittskarten für die zu erwartende Obduktion des Elefanten. Noch aber lag Chunee tot im ersten Stock des Exeter Change.
Dort vermaß der Phrenologe James De Ville den Schädel des Tieres und stellte einen Abguss des Kopfes und der Schultern Chunees her. Ein anderer Wissenschaftler, Dr. Johann Spurzheim, wollte das Gehirn Chunees untersuchen, was Cross jedoch nicht zuließ. Everard Home nahm einige Muskelproben, doch der größte Teil des toten Tieres blieb tagelang in seinem Käfig liegen. Der Gestank machte in den folgenden Tagen die umliegenden Gebäude unbenutzbar. Auch die Tiere im Exeter Change litten natürlich darunter; ein erkrankter Tiger musste auf einer Bahre abtransportiert werden. Am Samstag, dem 4. März, erhielt Cross eine unmissverständliche Drohung, falls bis zum Montag der tote Elefant nicht beseitigt wäre.
Daraufhin wurde der Kadaver mittels Tauen gedreht, die Augen wurden entfernt und der Rüssel abgeschnitten. Diese Teile waren an Zuschauer verkauft worden. Brookes schnitt alsdann die Bauchhöhle auf, so dass die Innereien herausgenommen werden konnten. Neun Metzger zerlegten dann den Leichnam. Die Haut des Tieres wurde am Sonntag, dem 5. März, einem Mr. Davis gebracht, der 50 Guineen dafür bezahlt hatte. Den Verdauungstrakt des Elefanten hatte Cross zu diesem Zeitpunkt wahrscheinlich in der Themse entsorgt. Am Sonntagmorgen begannen Brookes, Spurzheim, der Zoologe Ryals und einige andere Wissenschaftler mit der Dissektion. Unter den gegebenen Umständen musste sie schnell vorgenommen werden und hatte wenig Lehrwert für die rund 100 Studenten, die anwesend waren. Diese trugen die Fleischstücke ins Erdgeschoss, wo sie von Metzgern weiter zerlegt wurden. Immerhin konnte bei der Obduktion festgestellt werden, dass Chunee sich guter Gesundheit erfreut hatte.

## Verwertung

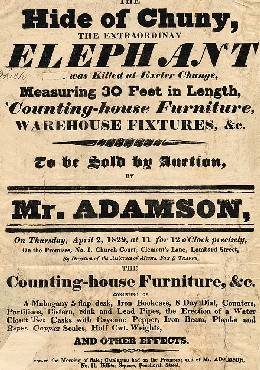
Verkaufsanzeige zu Chunees Haut

Cross weigerte sich, das verfaulte Fleisch an seine Großkatzen zu verfüttern, und so wurden Chunees Überreste an die Hersteller von Katzenfutter abgegeben. Für das Skelett des Elefanten gab es mehrere Interessenten, doch Cross beschloss, es zu behalten. Es wurde in dem zertrümmerten Elefantenkäfig aufgestellt und zog in den nächsten Monaten zahlreiche Besucher an.
Chunees Tod scheint einen Wendepunkt im Schicksal der Exeter-Change-Menagerie darzustellen. Edward Cross weigerte sich, einen neuen Elefanten als Ersatz für Chunee zu kaufen. 1828 sollte die Straße verbreitert und Exeter Change abgerissen werden. Cross zog mit seinen Tieren in ein anderes Haus nach Charing Cross. Unterwegs entkamen eine Hyäne und eine Antilope, was wieder ein großes Echo in der Öffentlichkeit hervorrief.
Chunees Skelett machte den Umzug mit, wurde aber schon 1829 für 300 Pfund an einen Mr. Bentley verkauft, der es in verschiedenen Städten zur Schau stellte. Bilder aus dieser Zeit zeigen, dass Chunees Stoßzähne an diesem Skelett durch andere ersetzt worden waren: Der eine war schon in seiner Jugend stark beschädigt worden, der andere bei der Demolierung des Käfigs abgebrochen. 1830 wurde das Skelett an die Universität von London verliehen. Im Mai 1831 kaufte William Clift das Skelett samt den Originalstoßzähnen an. Er war Konservator des Hunterian Museums und unterzog Skelett und Stoßzähne einer eingehenden Untersuchung. Dabei stellte er fest, dass einer der beiden Stoßzähne Spuren einer schweren Entzündung zeigte, die auch auf den Kieferknochen übergegriffen hatte. Chunees Raserei war also wahrscheinlich eine Folge der schlimmen Schmerzen, die diese Entzündung hervorgerufen hatte. Frank Buckland schrieb denn auch in seinem Werk Curiosities of Natural History, der Elefant wäre wohl leicht zu beruhigen gewesen, wenn man dem Eiter durch einen Schnitt den Weg nach draußen gebahnt hätte. Wie dies allerdings durchzuführen gewesen wäre, erläuterte er nicht.

## Verbleib

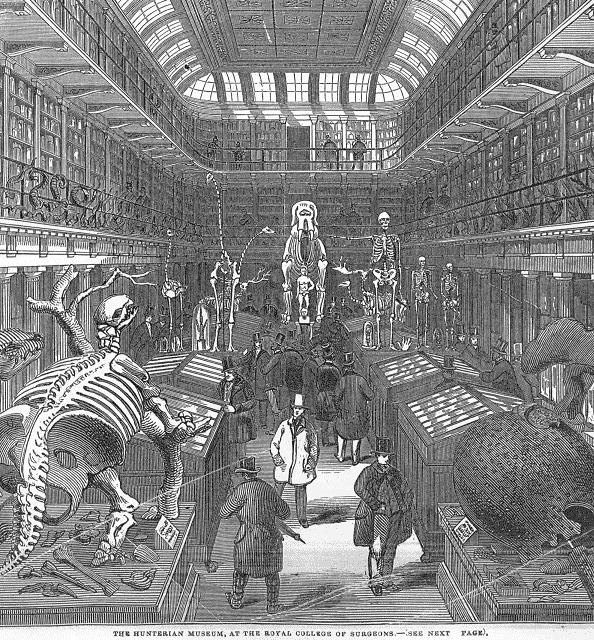
Das Hunterian Museum 1845

Rüssel, Augen und Herz des Elefanten waren zunächst konserviert worden, sind aber nicht erhalten geblieben. Seine Haut, die 1826 von Mr. Davis gekauft worden war, wurde 1829 wieder angeboten und kam 1832 erneut auf den Markt. Ein kleines Stück davon gelangte 1837 ins Saffron Walden Museum, wo es sich heute noch befindet. Möglicherweise wurde die gesamte Haut nach dem dritten Verkauf in einzelne Teile zerlegt und als Souvenir verhökert.
Chunees Skelett blieb im Hunterian Museum, bis es 1941 bei einem Bombenangriff zerstört wurde. Gerüchten zufolge wurde der Zahnüberrest, der die Spuren der Entzündung zeigte, von einem Feuerwehrmann gerettet und befindet sich heute in Privatbesitz. Jan Bondeson erinnert sich außerdem, in einer anderen Sammlung einen alten Elefantenstoßzahn mit den Spuren einer Kugel gesehen zu haben, der lange einem Lehrer in Eton gehört haben soll und möglicherweise von Chunee stammte.

## Reaktionen auf Chunees Tod
Chunees Tod löste eine Flut von Artikeln und Bildern über das Leben und Sterben des Elefanten aus. Der ehemalige Wärter John Taylor schrieb eine lange Abhandlung, in der er sich als einzigen und letzten Freund Chunees darstellte. Taylor war nach seiner Entlassung arbeitslos und versuchte mit dem Pamphlet seinen Lebensunterhalt zu sichern. Das Werk wurde vielfach gelesen und beeinflusste die öffentliche Meinung negativ gegenüber Carter, Cross und Brookes. Letzterer wurde in einem Theaterstück als grausamer Leichenschänder dargestellt. Ein weiteres Theaterstück, Chuneelah; or, The Death of the Elephant of Exeter Change, wurde sechs Monate lang mit Erfolg aufgeführt.

## Schicksal der Menagerie

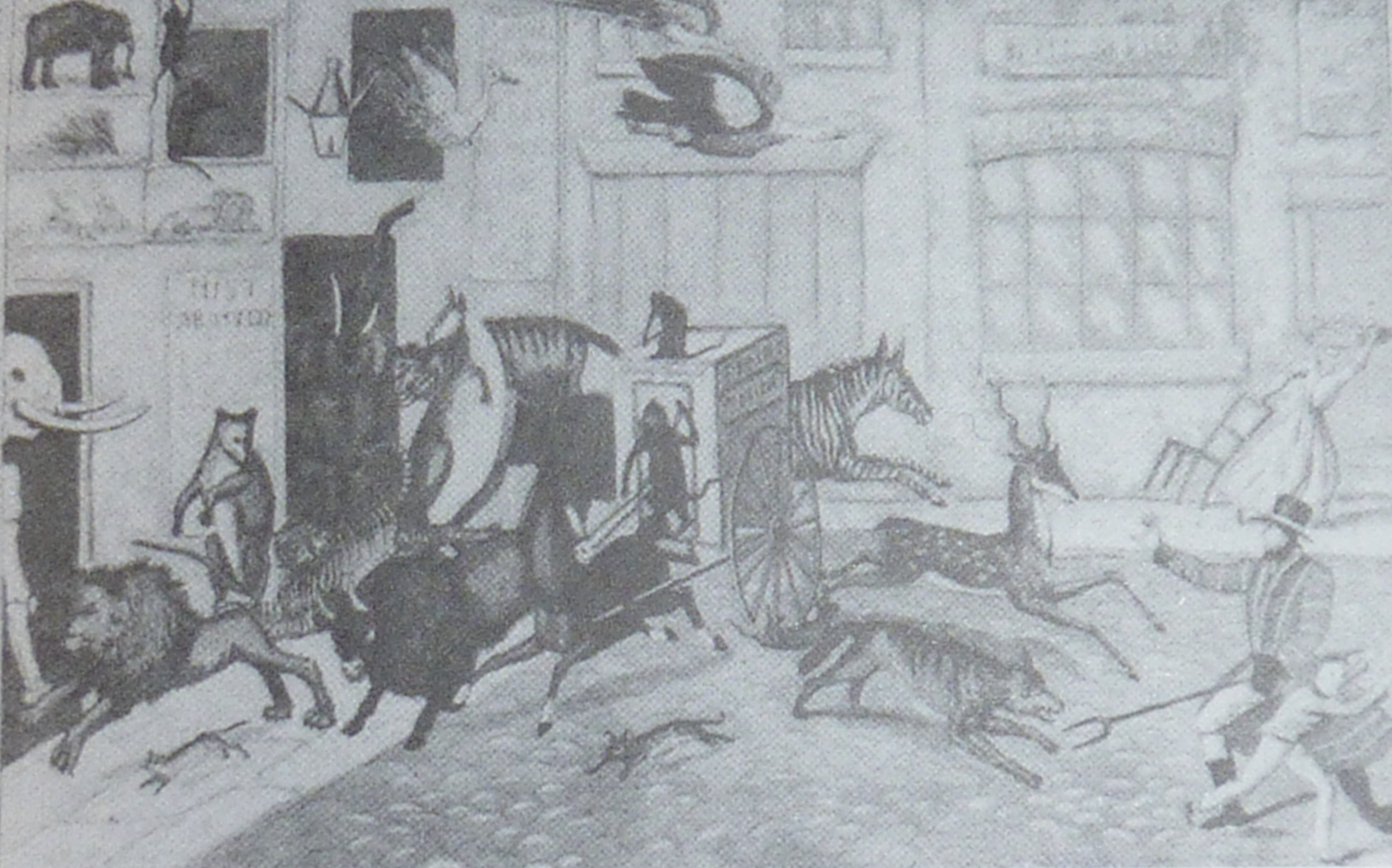
Ausbruch der Tiere beim Transport

Edward Cross und seine Menagerie mussten schon 1829 ihr neues Domizil in Charing Cross wieder verlassen, um dem Neubau der National Gallery Platz zu machen. Kritiker der Tierhaltung in dem geschlossenen Gebäude stellten damals modernere Zoos wie den Jardin des Plantes in Paris als Vorbild dar und verurteilten Cross’ Konzept. Dieser bot seine gesamten Tierbestände samt seinen eigenen Diensten der Zoological Society of London an, wurde aber abgewiesen. Daraufhin ging er einflussreiche und vor allem zahlungskräftige Personen wie den Erzbischof von Canterbury, den Duke von Devonshire und Queen Adelaide um Unterstützung an, kaufte ein Grundstück bei Walworth und eröffnete dort 1831 den Surrey Zoological Garden. Dieses Unternehmen hatte großen Erfolg. Cross zeigte unter anderem Giraffen, eine Riesenschildkröte, zahlreiche Vögel und Reptilien, aber wohl keine Elefanten mehr. Es scheint allerdings, dass er in den späten 1820er Jahren nochmals kurzfristig einen Elefanten, der wiederum den Namen Chunee trug, besessen hat. Dieses Tier wurde an einen Mr. Massey verkauft, der es in Oxford und anderen Städten vorführte und später offenbar auch in Frankreich auf Tournee mit ihm ging. 1844 zog sich Edward Cross aus dem Berufsleben zurück. Der Zoo wurde von seinem langjährigen Mitarbeiter William Tyler übernommen. Unter Tyler ging es mit dem Surrey Zoological Garden rasch bergab. 1856 wurden die letzten Tiere zu Schleuderpreisen verkauft, nachdem der Zoo geschlossen worden war. Die Bären wurden von einer Firma für Haarpflegemittel verwertet, die letzte verbliebene Giraffe, die auf den Kontinent verkauft worden war, brach sich beim Verladen auf das Schiff das Genick.

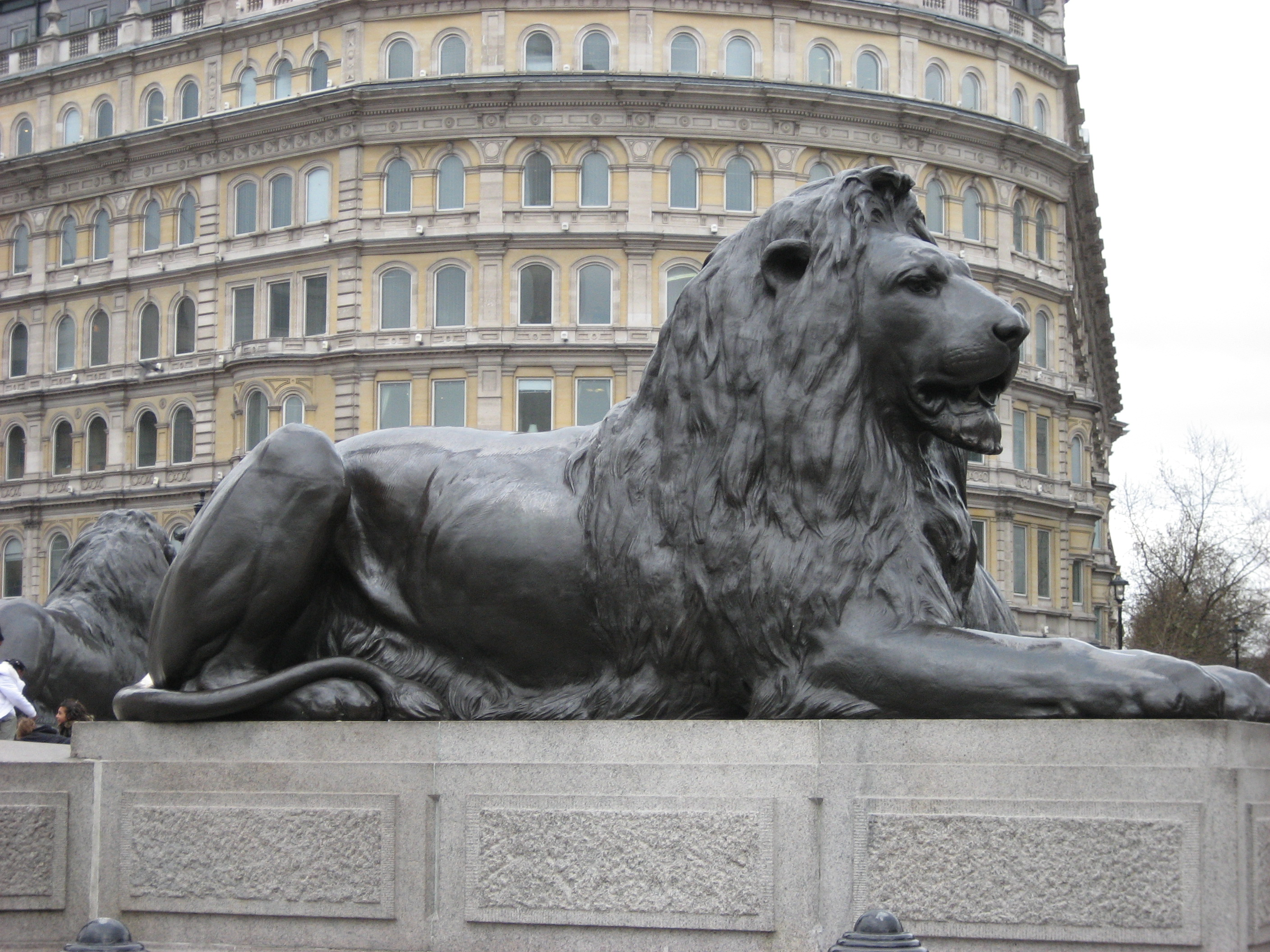
Löwe an der Nelsonsäule

An der Stelle des einstigen Exeter Change steht heute das Strand Palace Hotel und nichts erinnert dort an die einstige Menagerie. In geringer Entfernung befindet sich aber der Trafalgar Square mit der Nelsonsäule. Die Löwenfiguren an diesem Monument stammen von Edwin Landseer. Möglicherweise hat er seine Zeichnungen von Nero, dem zahmen Löwen im Exeter Change, dafür genutzt.
Das Victoria and Albert Museum besitzt eine Figurengruppe, die um 1830 in Staffordshire geschaffen wurde und den Titel „Polito's Menagerie“ trägt. Sie zeigt einen Elefanten, der, umgeben von Raubkatzen, Affen und exotischen Vögeln, über dem Eingangstor zu einem Haus steht, das von Musikanten umgeben ist – offenbar eine Reminiszenz an das Exeter Change, das mit einem Bild des Elefanten geschmückt war.